# Petit Tailleur
 (février 2020).
Si vous disposez d'ouvrages ou d'articles de référence ou si vous connaissez des sites web de qualité traitant du thème abordé ici, merci de compléter l'article en donnant les références utiles à sa vérifiabilité et en les liant à la section « Notes et références ».
Pour plus de détails, voir Fiche technique et Distribution.
Petit Tailleur est un film français de court métrage réalisé par Louis Garrel, sorti en 2010. C'est la deuxième réalisation de l'acteur.

## Synopsis
C'est l'histoire d'un jeune couturier Arthur qui travaille avec son vieux chef et Maitre Albert. Arthur va au théâtre et rencontre la comédienne Marie-Julie. Ils se révèlent pleins de peurs et d'angoisses l'un à l'autre. Cela forge leur attirance. Le metteur en scène, lui aussi amoureux de la comédienne, devient jaloux. Un jour Marie-Julie défie Arthur de plaquer son travail pour la suivre à Londres. Or il a promis à Albert de reprendre l'atelier à son compte. Plein de peurs et de doutes il s'explique sincèrement avec son maitre et chef. Les mots durs volent. Arthur refuse de reprendre l'atelier et échoue au rendez-vous. Dans la soirée où elle est, il constate que son rival l'a devancé. Il retourne à l'atelier, avec des fleurs.

## Fiche technique
- Réalisation : Louis Garrel
- Scénario : Louis Garrel
- Production : Mathieu Bompoint et Claire Trinquet
- Musique : Grégoire Hetzel
- Image : Léo Hinstin
- Montage : Marie-Julie Maille
- Pays d'origine :  France
- Langue : français
- Genre : Drame et romance
- Durée : 44 minutes
- Date de sortie : 6 octobre 2010

## Distribution
- Arthur Igual : Arthur
- Léa Seydoux : Marie-Julie
- Albert Grand : Albert
- Sylvain Creuzevault : Sylvain
- Lolita Chammah : Lolita
- Evelyne Lequesne : Suzanne
- Laurent Laffargue : le metteur en scène
- Gilbert Beugniot : Gilbert
- Iris Trystram : Iris Trystram
- Zoé Le Ber : la jeune fille
- Sabina Sciubba : la musicienne
- Pablo Saavedra : le musicien

## Distinction

### Nomination
- César 2011 : Meilleur court-métrage